# Espontáneo

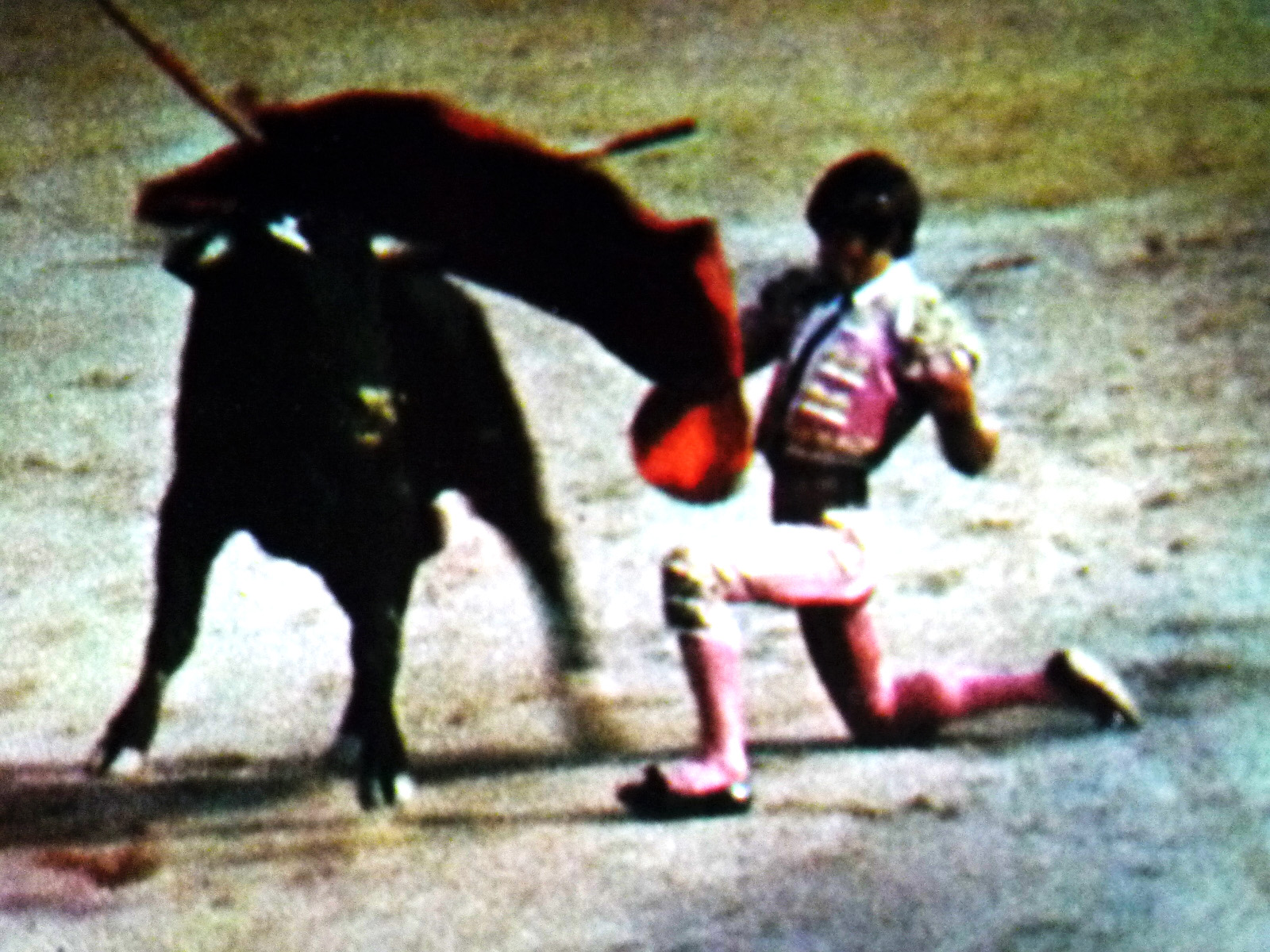
El Cordobés, un des plus célèbres espontáneos

Un espontáneo est un apprenti torero, également surnommé « maletilla » (« qui traîne une valise ») parcourant les routes à la recherche d'une bonne occasion (oportunidad).Il peut aussi intervenir ainsi pour attirer l'attention sur lui et le message qu'il veut communiquer.

## Historique
Ils n'avaient pour tout bagage qu'un baluchon, une vieille cape, une muleta rapiécée  et une épée de bois. Pendant l'hiver, ils rôdaient autour des ganaderías, attendant qu'on les laisse toréer une vachette à l'occasion d'une tienta. Plus tard, ces jeunes apprentis toreros mirent au point une  technique très précise : ils entraient normalement dans les arènes, s'asseyaient sur les gradins en dissimulant une muleta et une épée de bois, et au moment opportun, ils sautaient dans le callejón, puis dans le ruedo  pour tenter quelques passes avec le taureau en piste. Cette pratique est rigoureusement interdite et la plupart du temps, la police se saisissait du contrevenant qui finissait en prison. Désormais, depuis l'ouverture des écoles de tauromachie comme en 1977 à Madrid ou en 1984 à Nîmes, les espontáneos sont de plus en plus rares. Certains ont laissé des traces célèbres comme Simon Casas ou « El Cordobés ».

## Les espontáneos  célèbres

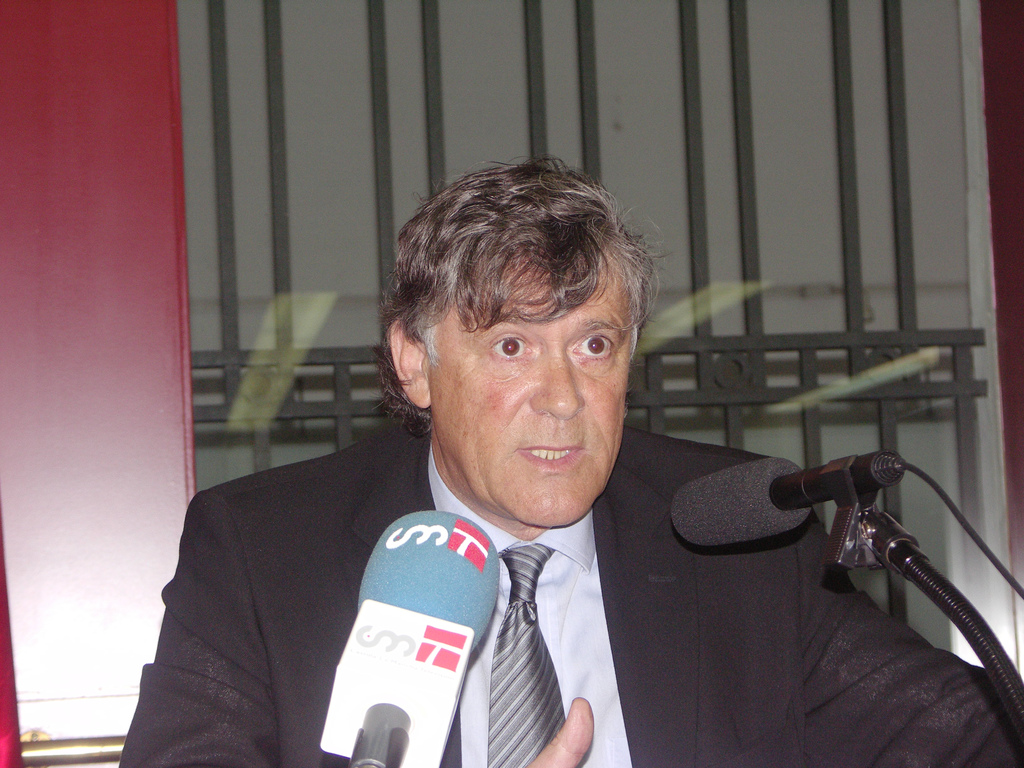
Simon Casas, qui a été espontáneo en 1968

Le 28 avril 1957 aux arènes de Las Ventas de Madrid, « El Cordobés » saute en piste devant un taureau d'Escudero Calvo (actuellement de la ganadería Victorino Martín). Il est aussitôt rattrapé par la police qui l'emmène au poste. Il faudra attendre deux ans pour qu'il revête son premier habit de lumières, et six ans pour son premier triomphe à Cordoue.		
Le 29 septembre 1968, dans les arènes de Nîmes, Simon Casas saute dans le ruedo pour attirer l'attention sur les difficultés des toreros français. Antonio Ordóñez lui offre son taureau, acte d'autant plus rare dans l'histoire de la corrida que les matadors qui ne s'opposaient pas à l'action des espontáneos étaient théoriquement mis à l'amende.
le 3 juillet 1978, lors d'une corrida télévisée en direct, Manuel Pastor dit « El Tarta », saute sur la piste des arènes d'Albacete et après quelques passes, il estoque un taureau. Ce même Pastor reçut l'alternative des mains de Dámaso González. Il arrive aussi que certains matadors en manque de contrat s'improvisent espontáneos  pour relancer leur carrière. C'est le cas de Julián Calderón surnommé « El Jato » qui se lança dans le ruedo à quarante-six ans, après une période de novilladas assez fades. Il obtint un triomphe à Valence (Espagne) qu'il renouvela plusieurs fois. Il reçut finalement l'alternative à Madrid en 1991

## La technique
La plupart des espontáneos  ne sautent en piste qu'en toute fin de faena, comptant sur les peones pour venir à leur secours. Certains, inconscients du danger, se lancent dès l'entrée du taureau, c'est-à-dire au moment le plus dangereux. Ce fut le cas de Fernando Elez qui sauta en piste à Albacete en 1981 pour affronter un taureau que devait combattre « El Cordobés ». Ni le matador ni les peones n'eurent le temps de le secourir. En un éclair, le taureau de Los Guateles le souleva à une hauteur impressionnante et lui donna deux coups de cornes mortels.
Si l'espontaneo se fait attraper par la police (car le règlement taurin interdit l'intrusion d'un spectateur dans une corrida), il encourt une amende d'au moins 500 euros.